# Neoregelia lactea
Neoregelia lactea là một loài thực vật có hoa trong họ Bromeliaceae. Loài này được H.E.Luther & Leme mô tả khoa học đầu tiên năm 1995.